# العلاقات السورية النيجيرية
العلاقات السورية النيجيرية هي العلاقات الثنائية التي تجمع بين سوريا ونيجيريا.

## مقارنة بين البلدين
هذه مقارنة عامة ومرجعية للدولتين:
| وجه المقارنة                                              | سوريا                    | نيجيريا                         |
| --------------------------------------------------------- | ------------------------ | ------------------------------- |
| المساحة (كم2)                                             | 185.18 ألف               | 923.77 ألف                      |
| عدد السكان (نسمة)                                         | 18.27 مليون              | 190.89 مليون                    |
| الكثافة السكانية (ن./كم²)                                 | 98.66                    | 206.64                          |
| العاصمة                                                   | دمشق                     | أبوجا، لاغوس                    |
| اللغة الرسمية                                             | اللغة العربية            | اللغة الإنجليزية، اللغة اليوربا |
| العملة                                                    | ليرة سورية               | نيرة نيجيرية                    |
| الناتج المحلي الإجمالي (بليون دولار)                      | 60.20 مليار              | 375.77 مليار                    |
| الناتج المحلي الإجمالي (تعادل القوة الشرائية) بليون دولار |                          | 1.09 تريليون                    |
| الناتج المحلي الإجمالي الاسمي للفرد دولار أمريكي          |                          | 2.64 ألف                        |
| الناتج المحلي الإجمالي للفرد دولار أمريكي                 |                          | 5.91 ألف                        |
| مؤشر التنمية البشرية                                      | 0.594                    | 0.514                           |
| رمز المكالمات الدولي                                      | +963                     | +234                            |
| رمز الإنترنت                                              | .sy                      | .ng                             |
| المنطقة الزمنية                                           | ت ع م+02:00، ت ع م+03:00 | ت ع م+01:00                     |

## منظمات دولية مشتركة
يشترك البلدان في عضوية مجموعة من المنظمات الدولية، منها:
| علم المنظمة | اسم المنظمة                               | تاريخ انضمام سوريا | تاريخ انضمام نيجيريا |
| ----------- | ----------------------------------------- | ------------------ | -------------------- |
|             | مؤسسة التنمية الدولية                     | 28 يونيو 1962      | 14 نوفمبر 1961       |
|             | الأمم المتحدة                             | 24 أكتوبر 1945     | 7 أكتوبر 1960        |
|             | منظمة التعاون الإسلامي                    | 1972               | ?                    |
|             | منظمة الشرطة الجنائية الدولية             | ?                  | ?                    |
|             | المركز الدولي لتسوية المنازعات الاستشارية | 24 فبراير 2006     | 14 أكتوبر 1966       |
|             | الاتحاد الدولي للاتصالات                  | 12 يناير 1924      | 11 أبريل 1961        |
|             | البنك الدولي للإنشاء والتعمير             | 10 أبريل 1947      | 30 مارس 1961         |
|             | المنظمة الهيدروغرافية الدولية             | ?                  | ?                    |
|             | الاتحاد البريدي العالمي                   | ?                  | ?                    |
|             | منظمة حظر الأسلحة الكيميائية              | ?                  | ?                    |
|             | مؤسسة التمويل الدولية                     | 28 يونيو 1962      | 30 مارس 1961         |
|             | وكالة ضمان الاستثمار متعدد الأطراف        | 14 مايو 2002       | 12 أبريل 1988        |
|             | يونسكو                                    | 16 نوفمبر 1946     | 14 نوفمبر 1960       |

## وصلات خارجية
- موقع وزارة الخارجية النيجيرية